# Chorthippus ilkazi
Chorthippus ilkazi är en insektsart som beskrevs av Boris Petrovich Uvarov 1934. Chorthippus ilkazi ingår i släktet Chorthippus och familjen gräshoppor. Inga underarter finns listade i Catalogue of Life.